# 三谷村 (岡山県)
三谷村（みたにそん / みたにむら）は、岡山県小田郡にあった村。現在の小田郡矢掛町の一部にあたる。

## 地理
小田川の中流域に位置していた。

## 歴史
- 1889年（明治22年）6月1日、町村制の施行により、小田郡東三成村、横谷村が合併して村制施行し、三谷村が発足[1][2]。旧村名を継承した東三成、横谷の2大字を編成[2]。
- 1954年（昭和29年）5月1日、小田郡矢掛町、美川村、山田村、川面村、中川村と合併し矢掛町が存続して廃止された[1][2]。合併後、矢掛町大字東三成・横谷となる[2]。

### 地名の由来
合併各村名の第2番目の文字を組み合わせたもの。

## 産業
- 農業、養蚕、薄荷、麦稈真田、経木真田[2]

## 教育
- 1890年（明治23年）尋常三成小学校、尋常横谷小学校が合併して尋常三谷小学校を設立し、三成小学校を支校とした[2]。1901年（明治34年）再び分離独立して三成尋常小学校、横谷尋常小学校を設置[2]。その後、高等科を併設した[2]。